# シカゴ・オーロラ・アンド・エルジン鉄道
シカゴ・オーロラ・アンド・エルジン鉄道（Chicago Aurora and Elgin Railroad,CA&E）、通称「ローリン・エルジン（Roarin' Elgin）」、「グレート・サードレール（Great Third Rail）」、「オーロラ・エルジン線」とは、アメリカにかつて存在した鉄道会社（インターアーバン）である。

## 概要
イリノイ州のシカゴからオーロラ、バタビア、ジュネーバ、セントチャールズそしてエルジンへ至る路線網を持ち旅客輸送と貨物輸送を行っていた。これに加えてヒルサイドのマウントカーメル墓地とウエストチェスターへ向かう小規模な支線を保有していた。
第二次大戦後に自動車利用が増えたことによって経営が悪化していき、1957年に突如として旅客営業を終了した。その後も貨物輸送続けられたが1959年に休止されている。最終的に正式に廃止されたのは1961年である。ほとんどの軌道敷はイリノイ・プレーリー・パス（廃線跡を利用した遊歩道）となった。

## オーロラ・エルジン・アンド・シカゴ鉄道

### 起源（1899－1901）
最初のよく知られるシカゴの都心部とフォックスバレーの居住地であるオーロラを結ぼうとした試みは1891年後半のものである。このころ、オーロラやエルジンの旅客輸送は蒸気鉄道が行っていた。エルジンではミルウォーキー鉄道が、ゲネバと西シカゴでは、シカゴ・ノース・ウェスタン鉄道が、セントチャールズではシカゴ・アンド・グレート・ウェスタン鉄道が、そしてオーロラではシカゴ・バーリントン・アンド・クインシー鉄道（CB&Q）がそれぞれ旅客輸送を行っていた。しかし、電鉄線は旅客列車を遅くするような貨物列車がいなければ都市間輸送をより容易にするものと考えられていた。投資家の集団がシカゴ・アンド・オーロラ・インターアーバン鉄道を百万ドルの出資によって設立した。しかし、会社は追加の資金調達に失敗し、1893年の建設期限に間に合うことができず事実上操業を停止した。二つ目の試みは2年後にシカゴ・エルジン・アンド・オーロラ電鉄によっておこなわれた。この計画はターナー（現西シカゴ）、ホイートンそしてグレン・エリンを通るものでした。先代がそうであったように、この会社も建設に必要な資金の調達に失敗した。ほかにも1897年に法人化された組織であるデュページ・インターアーバン電鉄があったが、しかしほぼ同様の道をたどった。フォックス川渓谷の町を結ぶ小規模な電鉄が1890年代に開業した。オーロラから北のカーペンターズビルまで伸びていた路面電車は利益が出ていた。この鉄道の成功は投資家たちにシカゴへ電鉄を接続させる取り組みを鼓舞した。F・マーラー、E・W・ムーア、ヘンリー・A・エヴァレット、エドワード・ディキンソン、エルマー・バレットによって率いられたグループはオーロラとエルジンからシカゴへ延びる路線を計画する独立した鉄道会社を組織した。これらの二つの会社は1899年2月24日に合併した。エバレットとムーアのグループはオハイオ州最大級の都市間鉄道会社であり、またレイクショアー電鉄をはじめとしたクリーブランド周辺のいくつかの鉄道路線を運営した経験をもっていた。これら二つの会社、オーロラ・ホイートン・アンド・シカゴ鉄道とエルジン・アンド・シカゴ鉄道は1899年2月24日に合併した。
彼らの創業からちょうど一日後に創業した第もう一つのクリーブランドを拠点とするポメロイとマンデルバウムの投資家グループはオーロラ・ホイートン・アンド・シカゴ鉄道を設立した。ポメロイとマンデルバウムのグループはクリーブランドで二番目に大きいインターアーバンを運営しており、エバレットとムーアのグループと対抗することを考えていた。エバレットとムーアの企業連合とポメロイとマンデルバウムのグループとの間でが1900年または1901年に会議が開催され2社の将来像に関する話し合いが行われた。彼らは以下の合意に至った。エバレットとムーアのグループがオーロラとシカゴを結ぶ鉄道路線を建設・運営し、ポメロイとマンデルバウムのグループがフォックス川渓谷の各都市を結ぶ鉄道（最終的に統合されてオーロラ・エルジン・アンド・フォックスリバー電鉄（Aurora, Elgin and, Fox River Electric Company、AE&FRE）となった）を運営することとされた 。三つめの鉄道会社であるバタビア・アンド・イースタン鉄道が、バタビアの町とオーロラ線をつなぐためにエバレットとムーアのグループにより1901年に設立された。1901年4月12日には、すべてのエバレットとムーアが設立した会社が一社に統合され、名称を「オーロラ・エルギン・アンド・シカゴ鉄道 (Aurora, Elgin & Chicago Railway Company、AE&C)」とした。軌道の建設のために300万米ドルの社債を1901年に発行した。

### 建設(1901-1902)
1900年9月18日に建設が開始され、会社は軌道敷地の地ならしを開始した。会社は既存の鉄道との交差の許可を1902年に受け、鉄道建設におけるもっとも大きな障害の一つを緩和した。建設は次の冬に進んだ。4月には第三軌条の設置がオーロラとホイートンの間で完了した。その月の後半、メトロポリタン・ウェスト・サイド高架鉄道にシカゴの52番通り（現在のララミー通り）で接続した。会社は完成した区間に必要な建設資材を送り込むための蒸気機関車を運用した。ホイートンは本社、車庫と工場の用地として選定され、150万ドルの優先株式が1902年4月に予期しないコストを穴埋めするために発行された。

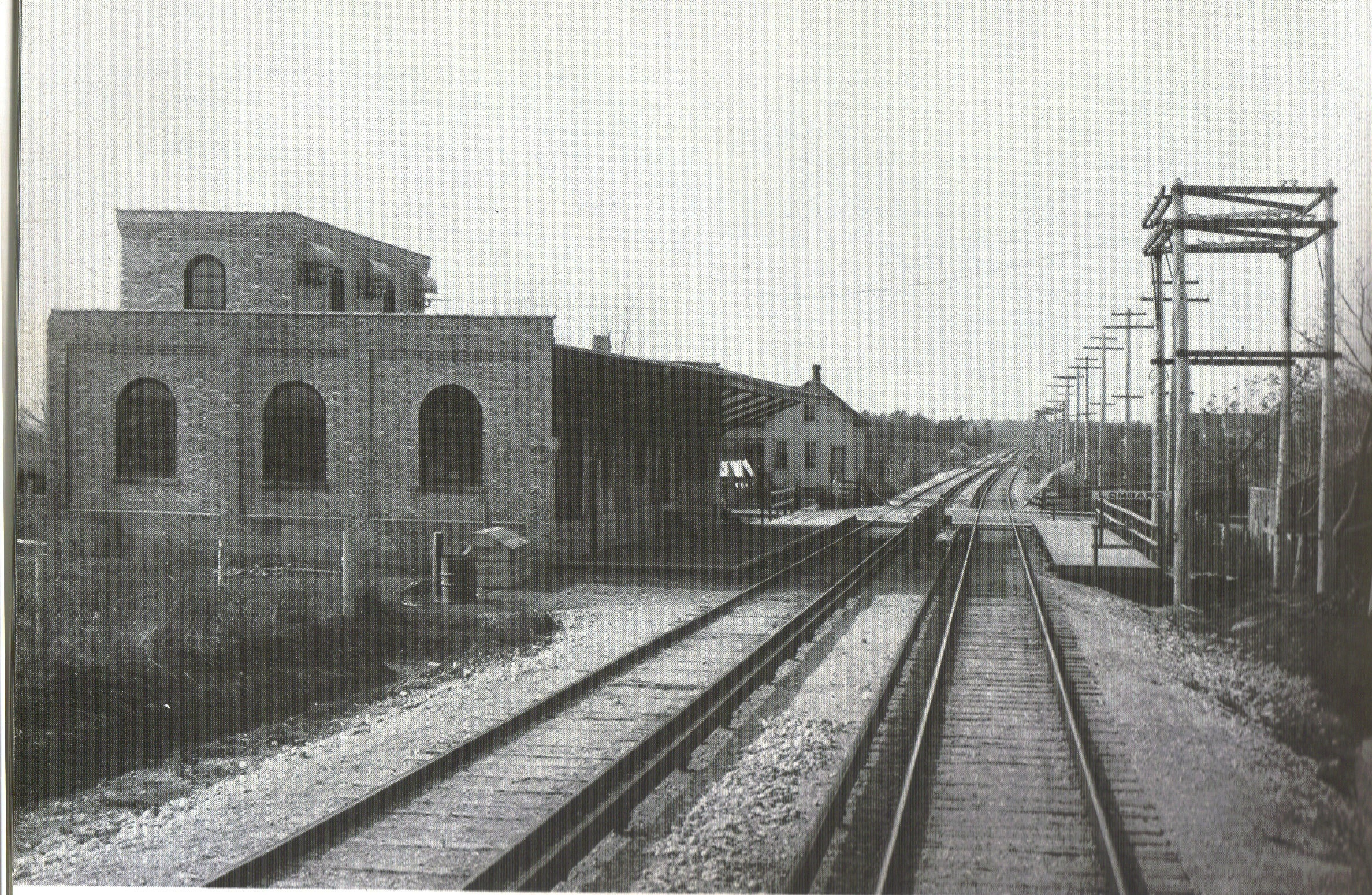
1902年のオーロラ・エルジン線のロンバード駅の写真（左）。駅は変電所を兼ねている。

会社は南バタヴィアに28-エーカー (11 ha)の土地を購入し電力を供給する発電所を建設した。この時はまだ商業電力が利用できなかったので、会社は自ら第三軌条に電力を供給しなければならなかった。シカゴ・バーリントン・アンド・クインシー鉄道が蒸気ボイラーに必要な石炭を供給した。1902年4月11日には、ゼネラル・エレクトリックと発電所のための発電機、変圧器と変換器を供給する契約を結んだ。オーロラとウォーレンヴィルとロンバートの線路沿いにある変電所との間での電力の交換と通信を行うための電柱のネットワークを線路沿いに整備した。5番目の駅がエルジン支線のためにウェインの南東に建設された。変電所は送電線の交流電流を第三軌条で用いる低電圧の直流電流に変換した。完成後は、発電所は少なくとも三つの小さな路面電車線と複数のフォックスバレーの地域にも電力を供給した。
クリーブランドの建設会社が路線を建設するために雇われた。第三軌条を含む三本すべての線路が従来通りのT字型のレールでバラストの上に敷設された。1マイルあたり2816本の木製の枕木が敷かれ軌間は標準軌とされた。5本に1本の枕木は第三軌条を支えるため9フィート (2.7 m) の長さとされた。大部分の区間は複線とされ、シカゴゴルフクラブからオーロラの間は単線とされた。複線の道床は30フィート (9.1 m) 広さがあり柵に囲まれていた。第三軌条は住民や従業員の安全のため通常は複線の内側に配置された。第三軌条は踏切で分断され、そこにできる75-フート (23 m) の切れ目の間に電流を流すためにケーブルが配置された
。
1902年5月16日に34.5-マイル (55.5 km)の線路の最初の試運転が行われた。電車はオーロラの52通り駅を出発し、オーロラ・エルジン・アンド・フォックス・リバー電鉄をまたぎヨークヴィルへ南進しそれからダンディーへ北進した。経営陣はその日の夕方遅く7月1日に営業運転を開始すると発表した。その発表の後オーロラ・エルジン・アンド・フォックス・リバー電鉄はフォックスバレー地域からオーロラ・エルジン線への急行連絡輸送を申し出た。5月17日に会社はバタビアの発電所を試験しその性能にいくつかの問題点を発見した。6月に大雨があり建設は遅れ完成した道床がいくつか流出した。7月12日に開業が延期されたが、車両の生産が遅れ開業日は8月まで遅れることとなった。
不十分な出資金はエバレットとムーアの企業連合に1902年に会社の株式を売却することを余儀なくさせた。会社は電話会社を設立したがベル電話会社との競争に苦しめられた。また、建設を行っていた会社の一つが倒産し、クリーブランドの信用危機に拍車をかけた。債権者は支払いを求め、そしてエバレットとムーアのグループは合計20万ドルの会社の株主を含む複数の資産を売却した。ポメロイとマンデルバウムのグループはいまだ多くの株式を保有しており、経営を主導するようになった。
G.C.クルーマン車両会社は30両の車両の製造を請け負ったが、理由は不明だが失敗に終わった。1902年に10両がナイルズ車両工業に発注された。ナイルズ車両工業は多くの注文を抱えており注文を完遂することができなかったが、最初の6両を1902年7月29日に引き渡した。その車両の重量は 74,325ポンド (33,713 kg) で125馬力 (93 kW) モーターを4機搭載し 36-インチ (910 mm) の大きさの車輪を装備していた。それらの車両は「ミニチュア・プルマン」と呼ばれ、そして52または56人が座ることができた。残りの20両はジョン・スティーブンソン車両会社に発注され、鉄道が開業した後に到着した。

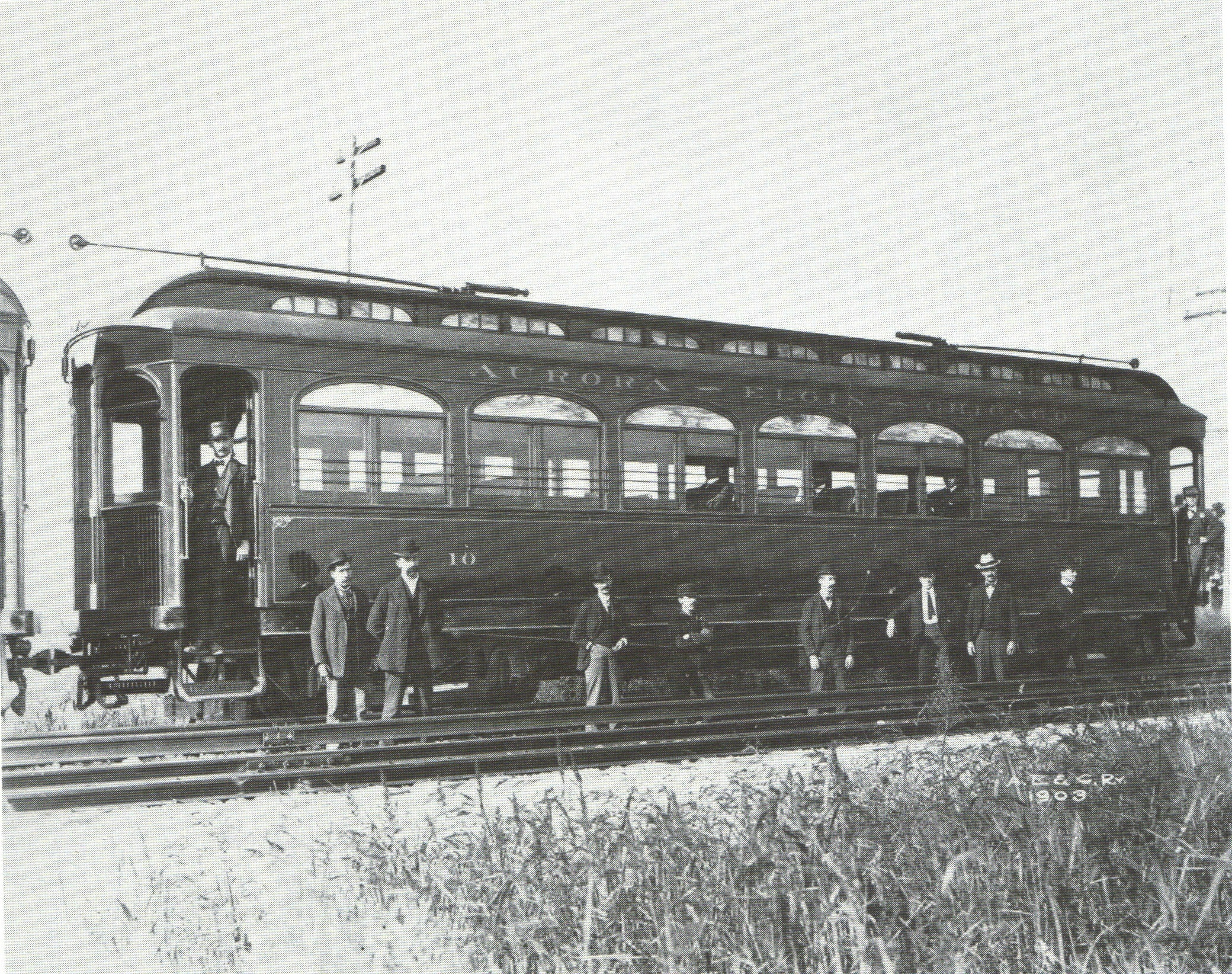
1902年8月4日の試運転中の10号電車。最初の10両は10から28までの偶数の番号が割り当てられた。

会社の最後の問題は電車を走らせる資格を持った運転士を十分な数見つけることだった。路線の営業範囲から見つけることができず、オハイオ州デイトンで16人の男性を募集せざるを得なかった。別の試運転が8月4日に52番通りからウィートンの間で行われた。ナイルズ車両製の車両が蒸気機関車に牽引され、すべての曲線が用意された車両に急すぎて曲がれないことがないことがないことを確認した。当初の計画では第三軌条で車両の誘導を行おうとしていたが、会社は送電線に関連した数多くの電気的問題を経験した。第三軌条が適切に機能するようになるまでに、碍子の故障によって250本の電柱が全焼した。最後の試運転がウィートンからエルムハーストの間で8月21日に行われた。電柱にかかわる問題が指摘されたものの、試運転は成功したものとみなされた。その後の3日間にわたってオーロラとウィートンの間で運転手が線路になれるための試運転が行われた。

### 初期の運行
発電システムの不具合、ほぼ訓練されていない運転手たち、そして稼働できる車両が6両のみであるのにもかかわらず、シカゴ・オーロラ・アンド・エルジン鉄道のオーロラ支線は1902年8月25日に開業した。運賃は片道25セント、往復で45セントだった。ループ方面へ向かう乗客はもう5セント支払い52番通りでメトロポリタン・ウェスト・サイド高架鉄道に乗り換えなければならなかった。運行は朝5時33分に始まり夜23時33分に終了し、電車は30分毎に走っていた。始発駅は52番通りに開業し、オースティン通り(シカゴ)、オークパーク、ハーレム通り（フォレスト・パーク）、メイウッドは、ベルウッド、ウルフ・ロード（ヒルサイド）、セッカー・ロード( ヴィラ・パーク)、サウス・エルムハースト、ロンバード、グレンエリン、大学通り(ウィートン)、ウィートン、ゲーリー・ロード(ウィートン)、シカゴ・ゴルフ・グラウンド、ウォーレンヴィル、フェリー・ロード（ウォーレンヴィル）、エオラ・ジャンクション（オーロラ）、オーロラの駅が開業した。オーロラからシカゴは片道75分かかった。ナイルズ車両会社からの最後の4両が9月5日に到着し7日後に運行開始した。当初駅に掲示された時刻表にはバタヴィア支線の運行も記載されていた。しかし、実際に運行が開始されたのは1902年の9月の最後の週であった。バタビア支線はエオラ・ジャンクションでオーロラ支線と合流していた。開業した後もバタヴィア支線の利用客は少なく、主に鉄道会社の関係者がバタヴィアの発電所に向かうのに便利な交通手段として用いられていた。

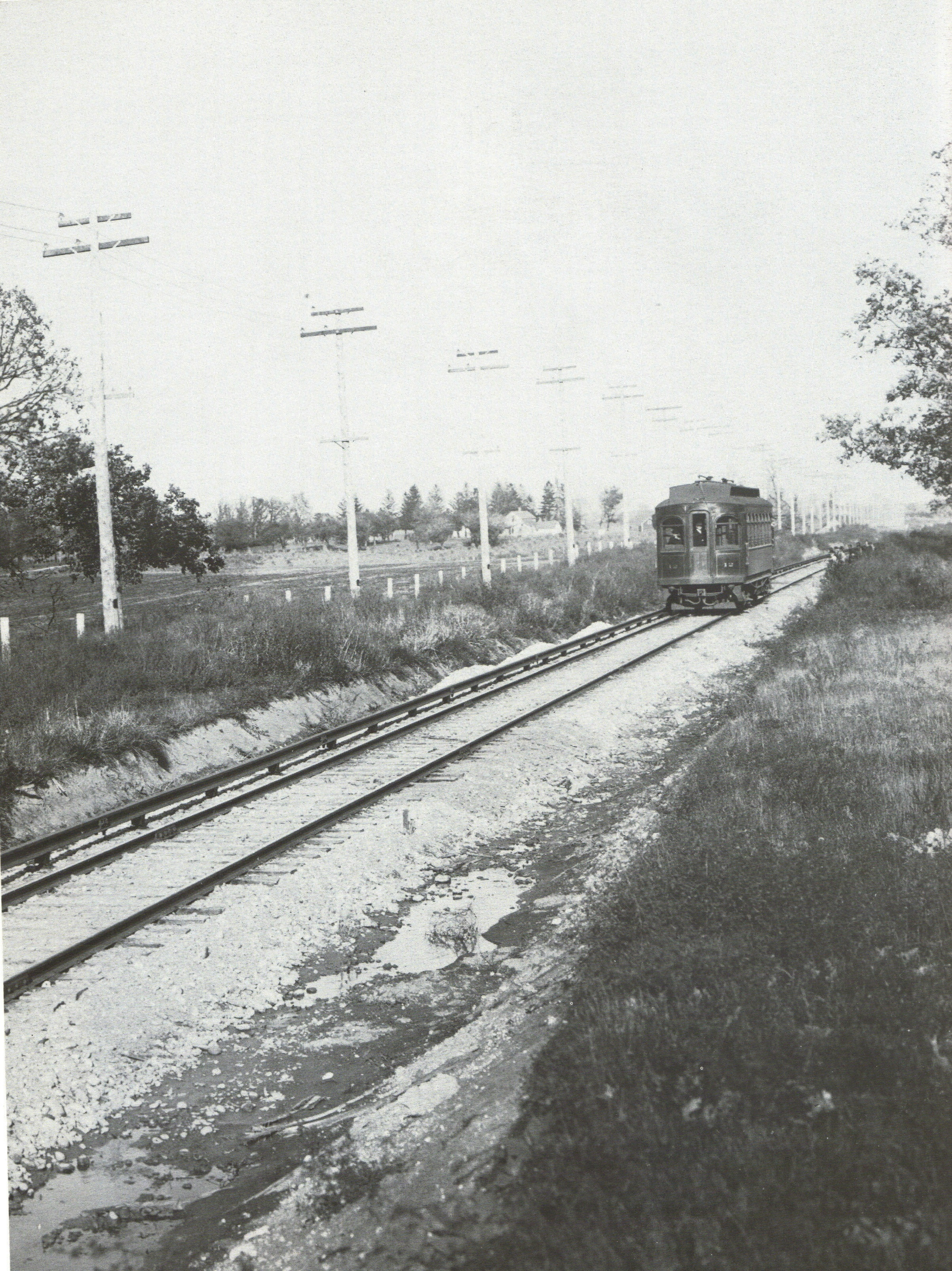
1902年10月22日にウィートンの南東で撮影された12号車の写真。なお、路線のこの部分では電車は単線の線路を走っている。

フォックスバレーの都市や町に対して会社は利用促進のパンフレットを発行した。会社はこれらのパンフレットをオーロラまで蒸気鉄道に乗ってから電鉄線へ乗り換えたいと考えている西オーロラ住民にも送った。それらパンフレットは会社を「世界で最もすばらしい鉄道」と自慢していた。その年の年末に、会社は月当たりの収入が16500ドルを超えることを経験した。また、近隣を走るシカゴ・バーリントン・アンド・クインシー鉄道のオーロラとシカゴの間の利用客が大きく減少した。
1902年12月にスティーブンソン製の20両が到着した。15両はモータを搭載し（30から58の偶数の番号）5両は搭載されなかった（101から109の奇数）。後者の5両は付随車として使うことのみが想定されていた。付随車は乗客の量によりウィートンでよく連結されたり切り離されたりした。スティーブン製の車両はナイルズ製の車両とすべての面でほぼ同じであった。これらの新車によってオーロラからシカゴまでの所要時間は1時間に短縮された。新車たちは会社により早い速度での運航を可能にした。ある列車は52番通りからオーロラまで平均 65マイル毎時 (105 km/h)で走行した。
1903年5月26日にエルジンへの運行を開始した。ウィートンで本線から分岐した17.5-マイル (28.2 km)の支線で、シカゴからのフォックスバレー市内に65分で電車が到達できるようになった。開業したときに52番通りから15分ごとにオーロラゆきとエルジンゆきの電車が交互に出発するダイヤへ変更された。この時点ではすべての列車は普通列車で各駅に停車していた。会社はメンドータへの延伸を一時考えたが金融面のリスクを考え価値がないと判断した。主に列車は旅客を運んでいたが早朝は軽貨物も運搬していた。その中の著名なものは、1903年10月にシカゴ・レコード・ヘラルドと合意した同社の新聞紙を沿線の郊外への配送することである。
1910年には、会社はウィートンの近くからジェノバとセントチャールズへ視線を開業させた。都市間の線路は集電方式に第三軌条方式を用いているが、これは他のインターアーバンと比べると珍しい。都市の高架鉄道や地下鉄では第三軌条が標準となっているのにもかかわらず、多くのインターアーバン鉄道はトロリーポールを架線からの集電に用いていた。会社はいくつかの併用軌道がある箇所など必要がある場所でのみ架線を用いた。
当初はシカゴ側の終着駅は52番通り駅でメトロポリタン・ウェスト・サイド高架鉄道のガーフィルドパーク高架鉄道線と共有しており乗客はここでインターアーバンと高架鉄道とを乗り換えていた。 1905年4月11日にはインターアーバンは高架鉄道の線路への乗り入れを開始し直接シカゴの中心部へ乗り入れるようになった。同時にガーフィールドパーク線は52番通り駅の西へ延伸され、フォレスト・パークのデスプレーンズまでのインターアーバンの地上線に乗り入れ同区間の普通列車を置き換えた。インターアーバンの電車はシカゴ高架鉄道のループに隣接する頭端式のウェルズ・ストリート・ターミナルを終点とした。インターアーバンの電車は「L」の線路を シカゴ・ラピッド・トランジット(CRT)が所有している時も、シカゴ交通局 (CTA) の時期になっても使用していた。

## シカゴ・オーロラ・アンド・エルジン鉄道
第一次世界大戦によってオーロラ・エルジン・アンド・シカゴ鉄道は経営難に陥り、1919年に倒産してしまった。フォックス・リバーライン （フォックス川沿いに路線を展開するインターアーバン）を切り離し、1922年7月1日にトーマス・コンウェイ・ジュニア博士の管理下においてシカゴ・オーロラ・アンド・エルジン鉄道として再編成され破産状態から抜け出した。
ベルウッドからウエストチェスターに向かう支線が1920年代に建設された。1926年にはCRT（シカゴ交通局の前身である高架鉄道）の列車がウェストチェスター支線を運行するようになった。シカゴ・Lの運営会社はウェストチェスター支線の旅客輸送を単独で行い、またCA&Eの本線のベルウッド以東の普通列車の運行も高架鉄道会社のものとなった。

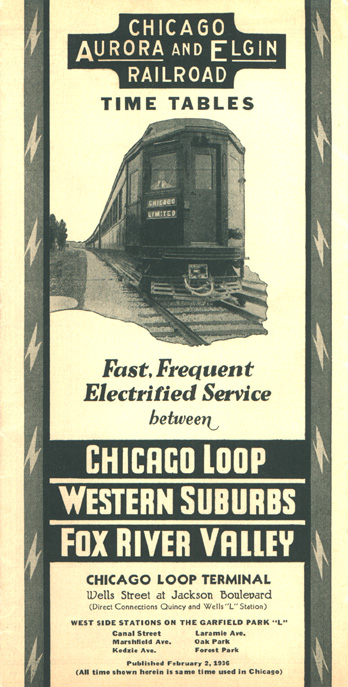
1936年2月2日のCA&Eの時刻表。12ページある時刻表のページをほとんど埋めるのに十分な数の列車が走っていた。

当時シカゴ周辺の電鉄路線網を次々と傘下に収めていたサミュエル・インサルが1926年にこの会社の経営権を得た。インサルと彼の会社の関係者はすでにノースショアー線とサウスショアー線を合併しそれぞれの会社の施設の改良を行っていた。インスルはノースショアー線やサウスショアー線で行ったような路線改良を計画していたが、世界恐慌により改良の計画は破棄された。インサルによる公益事業の大規模な支配が崩れるとインスルは彼の保有するCA&Eの株式を売却することを余儀なくされ、会社は1932年にもう一度倒産した。ウェストシカゴからジェノバ、セントチャールズを結ぶ路線は1937年に廃止された。

### 戦後の凋落
1946年までシカゴ・オーロラ・アンド・エルジン鉄道は破産状態を脱することはできなかった。鉄道部門の収益性が悪く、さらに巨額の債務を抱えており資本の不足にも苦しんだ。しかしながら、戦時中に得た収入とシカゴ西部地域の発展によって旅客が増加する見込みがたったため輸送改善に乗り出した。地上設備と車両に関してかなりの改良が行われた。1946年には10両の鋼製車両を調達し、これに加えて初期から運用していた木造車を置き換えるために8両を追加で導入することを計画した。
しかし、戦後利用者は自動車へと流れていき、経営は窮地へ追い込まれた。コングレス・ストリート高速道路（現在のアイゼンハワー高速道路）の建設計画は旅客減少の原因と見られていたが、さらにその高速道路用地は電車が繁華街のターミナルへ乗り入れるために必要としていたCTAのガーフィルド・パーク高架線の跡地に建設されることとなっていた。
高速道路の建設計画において電車の走る線路用地は中央分離帯として利用する計画だった。しかし、高速道路が完成するまでの5年間は「L」の電車もインターアーバンの電車も一時的に地上の線路を走らなければならなかった。1951年にこの計画が広まったとき、シカゴ・オーロラ・アンド・エルジン鉄道は所要時間の増加とシカゴ西部の道路の混雑による電車の遅れ増加を懸念して計画に反対した。高速道路の開業に伴い長期的に鉄道会社の収入が減るのは言うまでもなく、会社は遅れによって1年あたり100万ドル近い損失が出ると見積もった。他の長期的な懸案事項は会社の繁華街側のターミナルで、開業する新線はウェルズ・ストリート・ターミナル駅へアクセスすることができなかった。
シカゴ交通局がウエストチェスター線で行っていた不採算になっていた列車運行を終了した1951年に、妥協案としてフォレスト・パークにあるデスプレーンズ通り駅まで電車の運行を短縮する認可を得た。そこはCTAのガーフィルド・パーク線の最西端の駅である。新しいフォレスト・パークのターミナルでは、乗客はCA&Eのインターアーバン電車からCTAの電車に都市部への通勤のために乗り換えた。このターミナルには二つのループ線（一つはCA&Eでもう一つはCTA）があり、旅客はインターアーバンの電車と一時的に地上を走り、おそらく最終的には中央分離帯を走る新線のコングレス線となるCTAの電車と対面乗り換えすることができた。しかしながら、1953年9月20日にこの変更が行われるとCA&Eの利用客はシカゴの繁華街への直通列車を失ってしまった。この運行の短縮から数か月の間に、半分の利用客はこの路線の利用をやめ並行するシカゴ・ノース・ウェスタン鉄道の通勤列車、現在のメトラが営業するユニオンパシフィック・ウェスト線を利用するようになった。

### 運行終了
ループへの直通運転を失ったことがこのインターアーバンを破滅に追い込んでしまった。鉄道会社の財務状況は不安定で、繁華街への運行の再開はさまざまな法律や運営上の障害に直面した。1952年になると会社はすぐに電車の代替バスの運行を模索し、そしてその後の数年間に及ぶ損失の計上により1957年4月にイリノイ州通商委員会は会社に旅客輸送の廃止を認めた。通勤者の組織や関係自治体が鉄道会社に一時的に運行を継続する命令を求めたが、法廷はそれを退け、経営者は1957年7月3日正午に突如旅客営業を終了した。そのため、CA&Eを利用していた通勤客は、帰りの電車に乗ろうとしたときはじめて帰りの足がないことに気づくことになった。貨物事業はもう2年続き、1959年6月10日に終了した。これ以降列車が走ることはなかったが、線路と車両は財産が購入させる段階に入るまで保存されていた。シカゴ・オーロラ・アンド・エルジン鉄道は1961年7月6日17時に正式に廃止になったが、これは最後の旅客電車が走ってから4年後のことである。
不動産は小規模なコングロマリットであるイリノイ州のオーロラ株式会社のものとなり線路用地やその他の資産をゆっくりと売却していった。線路の用地の一部はイリノイ・プレーリー・パスという遊歩道となっている。

## 保存

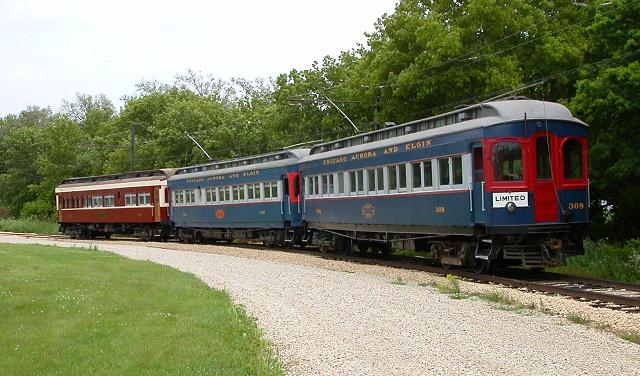
イリノイ鉄道博物館で保存されている308号車を先頭とした3両

線路敷地のほとんどがイリノイ・プレーリー・パスとして残されている。さらに2つの車庫、2つの変電所併設の車庫、そして19両の車両がCA&Eからのものとしてはいまだ存在する。
- イリノイ州南エルジンにあるクリントンビル変電所変電所、現在はバレー・モデル・レイルロードの本部がある。
- イリノイ州西シカゴのプリンス交差変電所、現在はサルト・クリーク・モデル・レイルロードの本部がある。
- イリノイ州ヴィラ・パークにあるヴィラ・アヴェニュー車庫にはヴィラパーク歴史協会の本部がある。
- イリノイ州ヴィラ・パークのアードモア車庫にはヴィラパーク商工会議所の本部がある。
- イリノイ州ユニオンにあるイリノイ鉄道博物館は36、308、309、319、321、409、431、451、460を保有している。
- イリノイ州南エルジンのフォックスリバー・トロリー博物館は11、20、316、317、458を保有している。
- ペンシルベニア州のロックヒルファーネスにあるロックヒル・トロリー博物館は315を保有している。
- アイオワ州のマウント・プレザントにあるミッド・ウェスト電気鉄道は320を保有している。
- メイン州のケネバンクポートにあるシーショア・トロリー博物館[34]は434を保有している。
- コネチカット州の東ウィンザーにあるコネチカット・トロリー博物館は303を保有している。
- ペンシルベニア州のスクラントンにあるエレクトリック・シティー・トロリー博物館 は453を保有している。